# Уряд Віталія Масола — Вітольда Фокіна
Уряд Віталія Масола — Вітольда Фокіна — Рада Міністрів УРСР, що діяла з червня 1990 р. по квітень 1991 р. Остання Рада Міністрів Української РСР і перший уряд після проголошення 16 липня 1990 року Декларації про державний суверенітет України.
Постановою Верховної Ради Української РСР від 13 червня 1990 р. № 17-XII було взято до відома заяву Ради Міністрів Української РСР, яку очолював Масол Віталій Андрійович з 1987-го року, про складення своїх повноважень перед новообраною Верховною Радою Української РСР ХІІ скликання. Раді Міністрів Української РСР доручено продовжувати виконання своїх обов'язків до затвердження Верховною Радою Української РСР нової Ради Міністрів Української РСР.
Відповідно до статті 116 Конституції Української РСР від 20 квітня 1978 р. до складу Ради Міністрів Української РСР входили Голова Ради Міністрів, перші заступники та заступники Голови, міністри Української РСР, голови державних комітетів Української РСР. За поданням Голови Ради Міністрів Української РСР Верховна Рада Української РСР могла включити до складу Уряду Української РСР керівників інших органів і організацій Української РСР.
Згідно зі статтею 33 Закону Української РСР від 19 грудня 1978 р. № 4157-IX «Про Раду Міністрів Української РСР» до складу Ради Міністрів Української РСР в установленому порядку включався Керуючий справами Ради Міністрів Української РСР.

## Склад Ради Міністрів
Після дати призначення або звільнення з посади членів Ради Міністрів записаний номер відповідної Постанови Верховної Ради Української РСР. Члени Ради Міністрів, дати звільнення з посади яких не вказані, працювали і на момент відставки уряду.
Члени уряду розташовані у списку в хронологічному порядку за датою їх призначення.
- Масол Віталій Андрійович — Голова Ради Міністрів Української РСР (28 червня 1990 р., № 18-XII — 23 жовтня 1990 р., № 403-XII)
- Ткаченко Олександр Миколайович — Перший заступник Голови Ради Міністрів Української РСР (з 18 липня 1990 р., № 58-XII), Голова Держагропрому УРСР (20 жовтня 1989 — 30 липня 1990 року)
- Борисовський Володимир Захарович — Заступник Голови Ради Міністрів Української РСР (з 18 липня 1990 р., № 59-XII) з питань будівництва
- Фокін Вітольд Павлович — Заступник Голови Ради Міністрів Української РСР — Голова Держплану УРСР (21 липня 1987 — серпень 1990), Голова Державного комітету Української РСР із економіки[1] (з 18 липня 1990 р., № 60-XII),  Голова Ради Міністрів Української РСР (з 14 листопада 1990 р., № 475-XII)
- Масик Костянтин Іванович — Заступник Голови Ради Міністрів Української РСР (25 липня 1990 р., № 66-XII — 3 серпня 1990 р., № 144-XII), Перший заступник Голови Ради Міністрів Української РСР(с 3 серпня 1990 р., № 144-XII)
- Статінов Анатолій Сергійович — Перший заступник Голови Ради Міністрів Української РСР (з 25 липня 1990 р., № 67-XII), міністр торгівлі Української РСР
- Комісаренко Сергій Васильович — Заступник Голови Ради Міністрів Української РСР (з 25 липня 1990 р., № 68-XII) з гуманітарних питань
- Урчукін Віктор Григорович — Заступник Голови Ради Міністрів Української РСР (з 25 липня 1990 р., № 69-XII) з питань зовнішньоекономічних зв'язків, машинобудування і конверсії
- Гладуш Віктор Дмитрович — Заступник Голови Ради Міністрів Української РСР (з 25 липня 1990 р., № 70-XII) з питань галузей важкої промисловості
- Пєхота Володимир Юлійович — Керуючий справами Ради Міністрів Української РСР (з 25 липня 1990 р., № 71-XII)
- Слєпічев Олег Іванович — Міністр торгівлі Української РСР (з 25 липня 1990 р., № 72-XII)
- Спіженко Юрій Прокопович — Міністр охорони здоров'я Української РСР (з 25 липня 1990 р., № 73-XII)
- Мінченко Анатолій Каленикович — Голова Державного комітету Української РСР із матеріально-технічного постачання (з 26 липня 1990 р., № 74-XII)
- Скляров Віталій Федорович — Міністр енергетики і електрифікації Української РСР (з 26 липня 1990 р., № 75-XII)
- Голушко Микола Михайлович — Голова Комітету державної безпеки Української РСР (з 26 липня 1990 р., № 76-XII)
- Борисенко Микола Іванович — Голова Державного комітету Української РСР із статистики (з 26 липня 1990 р., № 77-XII)
- Василишин Андрій Володимирович — Міністр внутрішніх справ Української РСР (з 26 липня 1990 р., № 78-XII)
- Золотарьов Анатолій Іванович — Міністр промисловості будівельних матеріалів Української РСР (з 26 липня 1990 р., № 79-XII)
- Охмакевич Микола Федорович — Голова Державного комітету Української РСР із телебачення і радіомовлення (з 26 липня 1990 р., № 80-XII)
- Лук'яненко Олександра Михайлівна — Міністр соціального забезпечення Української РСР (з 26 липня 1990 р., № 81-XII)
- Зленко Анатолій Максимович — Міністр закордонних справ Української РСР (з 27 липня 1990 р., № 83-XII)
- Самоплавський Валерій Іванович — Міністр лісового господарства Української РСР (з 27 липня 1990 р., № 84-XII)
- Компанець Микола Прокопович — Міністр хлібопродуктів Української РСР (з 27 липня 1990 р., № 85-XII)
- Хорєв Віктор Максимович — Міністр водних ресурсів і водного господарства Української РСР (з 27 липня 1990 р., № 86-XII)
- Волков Павло Порфирович — Міністр транспорту Української РСР (з 27 липня 1990 р., № 87-XII)
- Дяченко Юрій Павлович — Голова Державного комітету Української РСР із преси (з 30 липня 1990 р., № 89-XII)
- Нікітенко Григорій Григорович — Міністр легкої промисловості Української РСР (з 30 липня 1990 р., № 90-XII)
- Штундель Олександр Рудольфович — Міністр монтажних і спеціальних будівельних робіт Української РСР (з 30 липня 1990 р., № 91-XII)
- Сургай Микола Сафонович — Голова Державного комітету Української РСР з вугільної промисловості (з 30 липня 1990 р., № 92-XII)
- Борзов Валерій Пилипович — Голова Державного комітету Української РСР у справах молоді, фізичної культури і спорту (з 30 липня 1990 р., № 93-XII)
- Сидоренко Микола Якович — Голова Державного агропромислового комітету Української РСР (з 30 липня 1990 р., № 94-XII)
- Коваленко Олександр Миколайович — Міністр фінансів Української РСР (з 2 серпня 1990 р., № 130-XII)
- Делікатний Володимир Іванович — Міністр зв'язку Української РСР (з 2 серпня 1990 р., № 131-XII)
- Бойко Віталій Федорович — Міністр юстиції Української РСР (з 2 серпня 1990 р., № 132-XII)
- Плітін Володимир Никифорович — Міністр будівництва Української РСР (з 2 серпня 1990 р., № 136-XII)
- Васильченко Віталій Сергійович — Міністр праці Української РСР(з 3 серпня 1990 р., № 145-XII)
- Зязюн Іван Андрійович — Міністр народної освіти Української РСР (з 3 серпня 1990 р., № 146-XII)
- Пархоменко Володимир Дмитрович — Міністр вищої і середньої спеціальної освіти Української РСР (з 3 серпня 1990 р., № 147-XII)
- Готовчиць Георгій Олександрович — Голова Державного комітету Української РСР із захисту населення від наслідків аварії на Чорнобильській АЕС (з 3 серпня 1990 р., № 148-XII)
- Гусаков Володимир Миколайович — Голова Державного комітету Української РСР у справах будівництва і архітектури (з 3 серпня 1990 р., № 149-XII).

Законом Української РСР від 18 квітня 1991 р. № 980-XII утворений Кабінет Міністрів Української РСР у складі Прем'єр-міністра, Першого віце-прем'єра, віце-прем'єра, державного секретаря Кабінету міністрів, державних міністрів та міністрів Української РСР. Рада Міністрів Української РСР зберігала свої повноваження до затвердження персонального складу Кабінету міністрів Української РСР.